# 4-etil-4-metilheptano
El 4-etil-4-metil nonano es un alcano de cadena ramificada con fórmula molecular C10H22.